# Numaeacampa
- Commons
- Wikispecies

Numaeacampa é um gênero botânico, pertencente à família Campanulaceae.
1. ↑  «Numaeacampa — World Flora Online». www.worldfloraonline.org. Consultado em 19 de agosto de 2020